# نوکی کلین
نوکی کلین (انگلیسی: Noeki Klein؛ زادهٔ ۲۸ آوریل ۱۹۸۳) بازیکن واترپلو اهل هلند است.